# Ratvaj
Ratvaj (in ungherese Ratvaj) è un comune della Slovacchia facente parte del distretto di Sabinov, nella regione di Prešov.